# Eumacrocentrus americanus
Eumacrocentrus americanus är en stekelart som först beskrevs av Cresson 1873.  Eumacrocentrus americanus ingår i släktet Eumacrocentrus och familjen bracksteklar. Inga underarter finns listade i Catalogue of Life.